# Datu Anggal Midtimbang
Datu Anggal Midtimbang là một đô thị ở tỉnh Maguindanao, Philippines.

## Các đơn vị hành chính
Datu Anggal Midtimbang được chia ra 7 barangay.
- Adaon
- Brar
- Mapayag
- Midtimbang
- Nunangan (Nunangen)
- Tugal
- Tulunan

## Lịch sử
Datu Anggal Midtimbang được thành lập từ 3 barangay của Talayan và 4 barangay từ Talitay theo Đạo luật tự trị của Mindanao Hồi giáo số 206, được phê chuẩn thông qua trưng cầu ngày 30/12/2006.